# Rebus (Arsen Dedić)
Rebus naziv je dvadesetiprvog i posljednjeg studijskog albuma Arsena Dedića, objavljenoga 2008. godine. Album sadrži skladbe "Petra", "Dan kad se pišu razglednice" i druge, u kojem Dedić pjeva o vlastitim mislima i osjećajima, o Padovi, svojim ljubavima i prijateljima. Kritika je album ocijenila izrazito pozitivno, svrstavši ga uz bok Arsenovu zvuku iz vremena albuma Homo volans (1973.) te ga proglasivši jednim "od najboljih albuma u Arsenovu ionako “drsko impresivnom” autorskom portfelju". Album Rebus je bio 13. najprodavaniji domaći album u 2008. godini.

## Popis pjesama
| 1.    | »Rebus«                         | Arsen Dedić                  | Muc Softić         | 2:34 |
| 2.    | »Linija ljubavi, linija života« | Arsen Dedić                  | Nikša Bratoš       | 3:31 |
| 3.    | »Ti si moja ipak«               | Arsen Dedić                  | Valter Svilotti    | 2:16 |
| 4.    | »Prijatelj«                     | Arsen Dedić                  | Tihomir Preradović | 3:22 |
| 5.    | »Trumbetaš«                     | Arsen Dedić                  | Arsen Dedić        | 3:29 |
| 6.    | »Petra«                         | Arsen Dedić                  | Nikša Bratoš       | 3:22 |
| 7.    | »Pisma«                         | Arsen Dedić                  | Valter Svilotti    | 3:00 |
| 8.    | »Vedro je«                      | Arsen Dedić                  | Stipica Kalogjera  | 2:50 |
| 9.    | »Oblačno je«                    | Arsen Dedić                  | Stipica Kalogjera  | 2:45 |
| 10.   | »Ima, a ne zna«                 | Arsen Dedić - Zvonimir Golob | Valter Svilotti    | 1:55 |
| 11.   | »Poslije Padove«                | Arsen Dedić                  | Saša Lukić         | 3:07 |
| 12.   | »Dobro je što ideš«             | Arsen Dedić                  | Valter Svilotti    | 3:19 |
| 13.   | »Pijanista«                     | Arsen Dedić                  | Matija Dedić       | 3:53 |
| 14.   | »Dan kad se pišu razglednice«   | Arsen Dedić                  | Ante Gelo          | 4:34 |
| 15.   | »Posljednja želja«              | Arsen Dedić                  | Arsen Dedić        | 1:46 |
| 45:43 |                                 |                              |                    |      |

## Vanjske poveznice
- Discogs: Rebus